# Peridea lativitta
Peridea lativitta är en fjärilsart som beskrevs av Alfred Ernest Wileman 1911. Peridea lativitta ingår i släktet Peridea och familjen tandspinnare. Inga underarter finns listade i Catalogue of Life.